# KVCD
KVCD es un formato no estándar de almacenamiento de vídeo digital en discos compactos. Pese a no ser estándar, muchos reproductores de DVD domésticos lo aceptan correctamente.

## Especificaciones técnicas
KVCD consiste en una modificación propietaria (Copyright Softronex Corporation) por Karl Wagner, creador de las matrices de cuantización de MPEG-1 y MPEG-2. Las resoluciones más oficiales son 528 y 544 columnas para KVCDx3 y KVCDx3A respectivamente, con las correspondientes líneas y fotogramas, 576 y 25 para PAL, 480 y 30 para NTSC. La tasa de bits oscila entre 64 kb y 3000 kb por segundo.
De cara a los videodiscos, puede ser considerado como Video CD (VCD) y Super Video CD (SVCD) no estándar, y se graban como tal. Según la web oficial, se pueden grabar 90 minutos de vídeo en un solo CD-R de 80 minutos en calidad y resolución del DVD y hasta 360 minutos en calidad VCD. 
Debido en gran medida a que ofrece una calidad aceptable y puede ser reproducido en multitud de reproductores caseros de DVD que no soportan MPEG-4 (DivX o Xvid), su uso se ha popularizado para el intercambio de películas en programas P2P y para la copia de DVD a CD-R,